# Климовщина (Львовская область)
Климовщина (укр. Климівщина) — село в Новокалиновской городской общине Самборского района Львовской области Украины.
Население по переписи 2001 года составляло 8 человек. Занимает площадь 0,04 км². Почтовый индекс — 81426. Телефонный код — 3236.